# 什利亞米察河
53°55′37″N 23°36′00″E / 53.927°N 23.600°E
什利亞米察河是東歐的河流，流經白俄羅斯和波蘭，屬於馬雷哈河的支流，該河流有湖擬鯉、白斑狗魚和高體雅羅魚等魚類棲息。